# Abbaye de Meaux
L'abbaye de Meaux est située dans l'Est de l'Angleterre. À ne pas confondre avec l'abbaye Saint-Faron, située à Meaux en Île-de-France.
Pour les articles homonymes, voir Meaux.
L'abbaye de Meaux (Melsa) est une ancienne abbaye cistercienne située dans la commune éponyme (en) (dans le comté du Yorkshire de l'Est), en Angleterre. Comme la plupart des abbayes britanniques, elle a été fermée par Henri VIII à la fin de la campagne de dissolution des monastères.

## Toponymie
Le nom de Meaux, à consonance française, vient de la ville francilienne de Meaux ; des aventuriers venus de cette ville, sous la conduite de Gamel, fils de Quétel, avaient en effet combattu aux côtés de Guillaume le Conquérant ; en remerciement, il leur avait octroyé ces terres situées dans l'actuel Yorkshire. Et ceux-ci, en souvenir de leur terre natale, lui avaient donné le nom de leur ville d'origine.

## Histoire

### Fondation
L'abbaye de Meaux est fondée en 1150 par Guillaume le Gros (comte d'Aumale et d'York en compensation d'un pèlerinage en Terre sainte qu'il avait promis d'accomplir et qui se révélait irréalisable. Guillaume veut éviter un refus du terrain qu'il choisit pour les moines, ce qui lui était arrivé trois ans plus tôt lorsqu'il avait fondé l'abbaye de Vaudey : il invite donc un moine de la future abbaye-mère de Fountains, Adam, à venir lui-même inspecter ses terres pour choisir celle qui lui convienne.
Adam était un ancien moine bénédictin de l'abbaye Sainte-Marie d'York ; il faisait partie de ceux qui, mécontents du relâchement dans l'observation de la règle de saint Benoît, avait décidé de rejoindre l'ordre cistercien et participé à la fondation de l'abbaye de Fountains. Il avait d'autre part une bonne expérience de la fondation d'abbayes, ayant participé aux créations des monastères de Woburn et de Vaudey. Il choisit la terre de Meaux, dans la région d'Holderness, sur la colline appelée « St. Mary's Hill » (« colline Sainte-Marie »). L'histoire raconte qu'il se serait écrié, en jetant son bâton sur le sol, « Here shall be ordained a people worshipping Christ » (« Ici, on ordonnera des gens qui adoreront le Christ »).
Cependant, le comte avait déjà choisi ce lieu pour son propre usage ; il tente de négocier avec Adam l'échange contre un autre lieu, mais celui-ci reste inflexible : des premiers bâtiments temporaires, faits de bois, sont érigés, ainsi qu'une première chapelle ; le 28 décembre 1150, le comte mande treize moines et Adam, qui devient le premier abbé. Ils arrivent dans la nouvelle fondation le 1er janvier 1151.

### Une croissance rapide
L'abbaye se développe et prospère grandement : les divers actes conservés permettent de recenser jusqu'à 129 titres de propriétés diverses, acquises durant les dix-huit premiers abbatiats ; ce nombre important se justifie par la vaste communauté monastique. Durant le premier abbatiat, l'abbaye compte déjà quarante moines. Ce nombre est porté à soixante en 1235 ; presque à la même époque, en 1249, l'abbaye compte en outre 90 convers.
Les moines vivent surtout d'élevage ovin, possédant au XIIIe siècle plusieurs milliers de têtes

### Les difficultés financières et judiciaires
Le zèle d'Adam en fait un assez mauvais gestionnaire : prêt à se dépouiller lui-même pour vêtir des nouveaux venus aussi nombreux que possibles, il néglige les rentrées d'argent, et l'abbaye doit être temporairement fermée en 1160 : à cette date, il choisit de se retirer comme simple moine, d'abord en ermitage, puis de nouveau dans l'abbaye qu'il avait fondée. C'est Philip, ancien prieur de Kirkstead, qui le remplace, mais il est confronté à un long procès contre Robert de Thurnham, ainsi qu'à de mauvaise récoltes, qui ruinent l'abbaye ; celle-ci doit à nouveau être fermée, durant quinze mois, jusqu'à ce que le recteur de l'église de Cottingham choisisse de se faire moine et apporte en guise de don à sa nouvelle communauté deux cents livres sterling qui suffisent à payer les dettes.
Le nouvel abbé, Thomas, s'estime incompétent et abandonne sa charge en 1197, après quinze années d'abbatiat ; il est remplacé par Alexandre, qui vient de l'abbaye de Forde. Sous cet abbé, d'un tempérament énergique et qui n'hésite pas à faire appel à la justice royale, la plupart des problèmes judiciaires de l'abbaye sont réglés. Quand Innocent III jette l'interdit sur toute l'Angleterre pour s'opposer aux exactions du Prince Jean, Meaux, grâce à l'autorité d'Alexandre, est une des trois seules maisons religieuses qui conserve le droit de célébrer la messe. Mais cette forte personnalité lui vaut la haine du souverain, qui cherche à se venger sur l'abbaye. Pour éviter un désastre, l'abbé choisit de démissionner et de redevenir simple moine, ainsi que de payer une rançon à Jean. Cependant, l'abbaye doit à nouveau fermer, et les moines sont dispersés. L'abbaye rouvre en novembre 1211.

### La construction

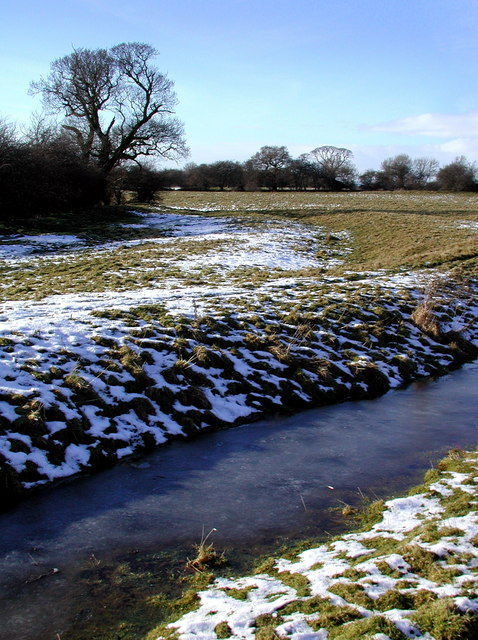
Un des canaux de l'abbaye, servant à la délimitation de l'enceinte.

La construction des bâtiments définitifs commence vers 1160 : de cette date à 1182, le dortoir des moines et une première église sont construits. Puis, en 1182, cette dernière est détruite pour faire place à une nouvelle construction. À cette époque sont également construits le réfectoire, la buanderie et la cuisine. De 1197 à 1210, le cloître est bâti, pendant que la construction de la nouvelle église se poursuit. Entre 1220 et 1235, le moines aménagent une infirmerie. L'église n'est consacrée qu'en 1253 ; entre 1249 et 1269, le clocher est parachevé, ainsi qu'un vaste grenier. Au XIVe siècle, quelques ajouts postérieurs complètent la construction : nouvelles cloches, nouvelle chapelle, cimetière, chambre de l'abbé. La bibliothèque de l'abbaye est particulièrement renommé.
Ces constructions sont très coûteuses, et, vers 1280, l'abbaye est grevée d'une dette d'environ quatre mille livres, l'abbé Michael Brun étant un piètre gestionnaire. Son successeur Roger s'avère plus compétent en cette matière, et les comptes de l'abbaye sont remis à niveau, négociant en particulier habilement avec le roi Édouard Ier lors de la fondation du port de Kingston upon Hull.

### Le déclin
La phase de déclin est très sensible : en 1349, le monastère ne compte plus que quarante-deux moines et sept frères convers, nombre qui s'abaisse encore à vingt-huit moines en 1393 (et plus aucun convers). Malgré tout, Meaux reste une abbaye notablement plus importante que la moyenne des établissements cisterciens anglais.
La crise est notamment due à un tremblement de terre survenu le 27 mars 1349, mais encore bien plus à la peste noire qui tue, le 12 août de la même année, l'abbé Hugues et cinq moines, puis le mois suivant vingt-deux autres moines et six convers ; à la fin de l'épidémie, il ne reste que dix survivants à l'abbaye.
En 1372, William of Scarborough est élu abbé, possède un grand sens artistique, et enrichit en conséquence l'abbatiale. Mais il est assez laxiste sur la discipline, ce qui est assez apprécié des moines qui ne recherchent alors guère l'austérité. Quand William propose de démissionner, les moines l'en empêchent ; l'intervention du duc de Gloucester, Thomas de Woodstock, s'avère nécessaire pour que l'abbé puisse remettre sa charge ; Thomas Burton, économe, est nommé à sa place, mais il est contesté ; l'affaire remonte jusqu'au chapitre général cistercien, qui envoie les abbés de Roche et de Garendon enquêter sur la question, mais entre-temps, l'affaire est remontée jusqu'au pape Benoît XIII, qui fulmine une bulle confirmant Thomas Burton.

### Liste des abbés connus de Meaux
- Adam, de 1150 à 1160 ;
- Philip, de 1160 à 1182 ;
- Thomas, de 1182 à 1197 ;
- Alexander, de 1197 à 1210 ;
- Hugh, de 1210 à 1220 ;
- Geoffrey, de 1220 à 1221 ;
- Richard, de 1221 à 1235 ;
- Michael Brun, de 1235 à 1249 ;
- William, de 1249 à 1269 ;
- Richard, de 1269 à 1270 ;
- Robert, de 1270 à 1280 ;
- Richard de Barton, de 1280 à 1286 ;
- Roger de Driffield, de 1286 à 1310 ;
- Adam de Skyrne, de 1310 à 1339 ;
- Hugh de Leven, de 1339 à 1349 ;
- William de Dringhow, de 1349 à 1353 ;
- John de Ryslay, de 1353 à 1356 ;
- Robert de Beverley, de 1356 à 1367 ;
- William de Dringhow (de nouveau) de 1367à 1372 ;
- William de Scarborough, de 1372 à 1396 ;
- Thomas Burton, de 1396 à 1399 ;
- William Wendover, attesté en 1399 ;
- John Ripon, quitte sa charge en 1413 ;
- John Hoton, attesté en 1436, mort en 1445 ;
- Philip Dayvill, élu le 4 mars 1445, mort en 1458 ;
- John Sutton, élu le 7 octobre 1458, quitte sa charge en 1463 ;
- William Deryff, confirmé le 1er septembre 1463 ;
- Ralph Same, reçoit la bénédiction le 17 décembre 1471 ;
- John Clapham, reçoit la bénédiction le 4 septembre 1488 ;
- Richard Stoppes, reçoit la bénédiction le 22 novembre 1523, déposé en 1539[5].

### Dissolution du monastère

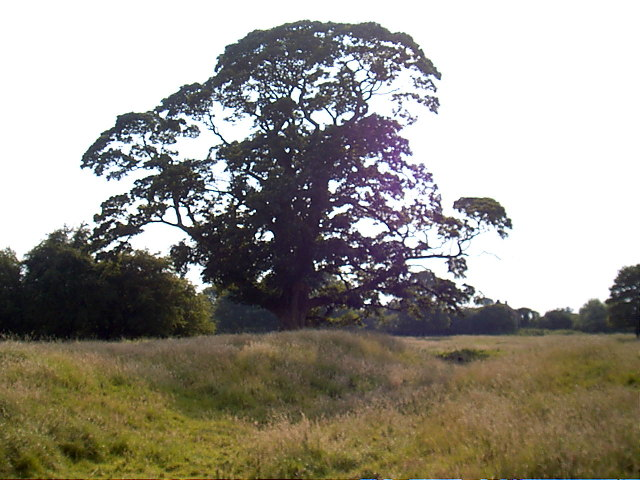
Le site actuel de l'abbaye.

Le 11 décembre 1539, comme l'immense majorité des monastères britanniques, à la suite de la rupture entre Henri VIII et l'Église catholique, l'abbaye de Meaux est fermée lors de la campagne de dissolution des monastères. L'abbaye compte alors vingt-cinq moines, dont l'abbé.